# Equipos participantes en la Copa Solidaridad de la AFC 2016
Son 7 los equipos participantes en la Copa Solidaridad de la AFC 2016, cada asociación nacional debe registrar ante la Confederación Asiática de Fútbol (AFC) una lista preliminar con un mínimo de 18 y un máximo de 50 jugadores hasta antes de la fecha establecida por la AFC, la lista preliminar debe contener obligatoriamente un mínimo de 3 arqueros y una vez recibida por la AFC bajo ninguna circunstancia se permitirá adicionar jugadores o reemplazar a alguno aún si el máximo de 50 jugadores no ha sido alcanzado. Cualquier asociación nacional que no cumpla con registrar un mínimo de 18 jugadores será retirada de la competencia.
Diez días antes del inicio del primer partido del torneo cada asociación nacional debe registrar ante la AFC una lista final con un mínimo de 18 y un máximo de 23 jugadores que solo pueden ser elegidos de la lista preliminar registrada anteriormente, la lista final también debe contener obligatoriamente un mínimo de 3 arqueros y a cada jugador debe corresponderle un número entre el 1 y el 23, con el número uno reservado exclusivamente para uno de los arqueros. Una vez que la AFC ha recibido la lista final la asociación nacional puede reemplazar a cualquier jugador hasta 6 horas antes del primer partido de su selección en la competencia, el jugador reemplazante debe estar registrado en la lista preliminar de su equipo y le corresponderá el mismo número del jugador al que reemplaza, además solo podrá ser elegible para participar en el torneo cuando haya recibido la Carta de Acreditación de la AFC.
Ambas listas deben ser registradas mediante el Sistema de Administración de la AFC (AFCAS, por sus siglas en inglés), un mecanismo en línea para que las asociaciones miembro puedan registrar sus jugadores y oficiales en las competencias de la AFC.
Las consideraciones anteriores son tomadas de acuerdo a los artículos 20 al 25 del reglamento de la Copa Solidaridad de la AFC 2016.

## Nepal
- Lista preliminar de 30 jugadores.[2]
- Lista final de 23 jugadores anunciada el 25 de octubre de 2016.[3][4]

| #     | Nombre             | Posición       | Nacimiento (Edad)                   | PJ Sel       | G            | Club                    |
| ----- | ------------------ | -------------- | ----------------------------------- | ------------ | ------------ | ----------------------- |
| 1     | Bikesh Kuthu       | Portero        | 24 de junio de 1993 (-24 años)      | -            | -            | Nepal Army Club         |
| 2     | Rabin Shrestha     | Defensa        | 17 de mayo de 1991 (-26 años)       | -            | -            | Nepal Police Club       |
| 3     | Biraj Maharjan     | Defensa        | 15 de noviembre de 1990 (-26 años)  | -            | -            | Manang Marsyangdi Club  |
| 4     | Ananta Tamang      | Defensa        | 17 de enero de 1998 (-19 años)      | -            | -            | Marbella                |
| 5     | Deepak Gurung      | Defensa        | ?                                   | -            | -            | [[]]                    |
| 6     | Aditya Chaudhary   | Defensa        | 19 de abril de 1996 (-21 años)      | -            | -            | APF Club                |
| 7     | Bimal Gharti Magar | Delantero      | 26 de enero de 1998 (-19 años)      | -            | -            | Three Star Club         |
| 8     | Bishal Rai         | Centrocampista | 6 de junio de 1993 (-24 años)       | -            | -            | Manang Marshyangdi Club |
| 9     | Ranjan Bista       | Delantero      | ?                                   | -            | -            | [[]]                    |
| 10    | Anil Gurung        | Delantero      | 26 de enero de 1988 (-29 años)      | -            | -            | Manang Marshyangdi Club |
| 11    | Heman Gurung       | Centrocampista | 27 de febrero de 1996 (-21 años)    | -            | -            | Manang Marshyangdi Club |
| 12    | Bikram Lama        | Centrocampista | 23 de febrero de 1989 (-28 años)    | -            | -            | Persepam Madura Utama   |
| 13    | Kamal Shrestha     | Defensa        | ?                                   | -            | -            | [[]]                    |
| 14    | Anjan Bista        | Centrocampista | 13 de julio de 1998 (-19 años)      | -            | -            | Marbella                |
| 15    | Sujal Shrestha     | Centrocampista | 5 de febrero de 1992 (-25 años)     | -            | -            | Manang Marshyangdi Club |
| 16    | Kiran Kumar Limbu  | Portero        | ?                                   | -            | -            | [[]]                    |
| 17    | Suman Lama         | Delantero      | ?                                   | -            | -            | [[]]                    |
| 18    | Nawayug Shrestha   | Delantero      | 26 de enero de 1990 (-27 años)      | -            | -            | Nepal Army Club         |
| 19    | Devendra Tamang    | Defensa        | 14 de enero de 1998 (-19 años)      | -            | -            | Jhapa XI                |
| 20    | Bishal Shrestha    | Portero        | ?                                   | -            | -            | [[]]                    |
| 21    | Bharat Khawas      | Delantero      | 23 de septiembre de 1988 (-29 años) | -            | -            | Nepal Army Club         |
| 22    | Rajendra Rawal     | Centrocampista | 14 de abril de 1993 (-24 años)      | -            | -            | Three Star Club         |
| 23    | Ranjit Dhimal      | Defensa        | 14 de abril de 1991 (-26 años)      | -            | -            | Machhindra              |
| D. T. | Koji Gyotoku       | Koji Gyotoku   | Koji Gyotoku                        | Koji Gyotoku | Koji Gyotoku | Koji Gyotoku            |